# Florin-Cristian Tătaru
Florin-Cristian Tătaru (n. 5 decembrie 1967, Baia Mare, România) este un politician român, deputat în Parlamentul României în mandatul 2012-2016 din partea PSD Maramureș.

## Controverse
Tătaru a fost acuzat, în 1998, de răpire.